# Partito Nazionale Sociale Ceco
Il Partito Nazionale Sociale Ceco è un partito politico ceco fondato nel 1897 che nel corso della storia ha cambiato varie volte la sua denominazione:
- Česká Strana Národně Sociální (Partito Nazionale Sociale Ceco, 1897 - 1918);
- Česká Strana Socialistická (Partito Socialista Ceco, 1918 - 1919);
- Československá Strana Socialistická, (Partito Socialista Cecoslovacco, 1919 - 1926);
- Československá Strana Národně Socialistická (Partito Nazionale Socialista Cecoslovacco, 1926 - 1948);
- Československá Strana Socialistická, (Partito Socialista Cecoslovacco, 1948 - 1993);
- Liberální Strana Národně Sociální (Partito Nazionale Sociale Liberale, 1993 - 1995);
- Svobodní Demokraté - Liberální Strana Národně Sociální (Liberi Democratici - Partito Nazionale Sociale Liberale, 1995 - 1997);
- Česká Strana Národně Sociální (Partito Nazionale Sociale Ceco, dal 1997).

Dopo la fondazione fu guidato da Václav Klofáč, e proponeva la costituzione di una società socialista unita dal principio della solidarietà nazionale.
Dopo la nascita della Cecoslovacchia il capo de facto del partito divenne Edvard Beneš; Il CSS venne integrato nella Petka insieme agli altri quattro partiti "cecoslovacchisti", e così partecipò a gran parte dei governi del nuovo stato.
Il CSS rappresentava in quell'epoca l'intelligencija, soprattutto ceca, del paese.
Nel 1935 Beneš succedette a Tomáš Masaryk alla presidenza della repubblica.
Dopo l'abbattimento della Prima Repubblica, le attività del partito quasi cessarono in patria, e diversi dei dirigenti non rifugiatisi all'estero entrarono nel Partito Nazionale del Lavoro, mentre alcuni militanti slovacchi aderirono al Partito di Hlinka. Durante l'occupazione tedesca i membri del CSS parteciparono alla resistenza cecoslovacca.
Alle elezioni svoltesi nel 1946 ottenne il 18,4%, essendo il secondo partito più votato, e Beneš fu rieletto presidente dal parlamento all'unanimità.
Da subito il Partito Comunista, grazie alla sua posizione di forza in parlamento e nel governo, iniziò ad eliminare i propri avversarî politici, e nel 1948 la situazione precipitò. Beneš non riuscì ad opporsi al comunista Gottwald, ed alle elezioni di quell'anno il CSS venne inglobato nel Fronte Nazionale, e cadde sotto totale controllo dei comunisti.

## Risultati elettorali
- Assemblea nazionale 1920: 8,1 % - 27 seggi
- Assemblea nazionale 1925: 8,6 % - 28 seggi
- Assemblea nazionale 1929: 10,4 % - 32 seggi
- Assemblea nazionale 1935: 9,2 % - 28 seggi
- Assemblea nazionale 1946: 18,3% (23,7%) - 55 seggi

### Dal 1990
| Elezione                                           | Voti    | %    | Seggi    |
| -------------------------------------------------- | ------- | ---- | -------- |
| Parlamentari 1990                                  | 192.922 | 2,68 | 0 / 200  |
| Parlamentari 1992 a                                | 421.988 | 6,52 | 16 / 200 |
| Parlamentari 1996                                  | 124.165 | 2,05 | 0 / 200  |
| Parlamentari 1998                                  | 17.185  | 0,29 | 0 / 200  |
| Parlamentari 2002                                  | 38.655  | 0,81 | 0 / 200  |
| Europee 2004                                       | N.D.    | N.D. | 0 / 24   |
| Parlamentari 2006                                  | 1.387   | 0,03 | 0 / 200  |
| Europee 2009                                       | N.D.    | N.D. | 0 / 22   |
| Parlamentari 2010                                  | 1.371   | 0,02 | 0 / 200  |
| a Nell'Unione Sociale Liberale (con SZ, ZS e HZNO) |         |      |          |